# Jodie Blank
Jodie Blank (* 28. November 1992 in Berlin) ist eine deutsche Synchron- und Hörspielsprecherin.

## Leben
Jodie Blank wirkte seit ihrer Kindheit in vielen Synchron- sowie Hörspielproduktionen mit. Ihre jüngere Schwester Jamie Lee Blank (* 1994) ist ebenfalls in der Branche aktiv.
Bekanntheit erlangte Blanks Stimme vor allem durch die US-amerikanische Drama-Serie Noch mal mit Gefühl, in der sie Meredith Deane synchronisierte. Es folgten weitere, kleine Rollen in Lass es, Larry!, Blue’s Clues sowie Grey’s Anatomy. Ihre erste Serienhauptrolle vertonte sie 2003 in Barney und seine Freunde, in der sie Selena Gomez ihre Stimme lieh. Seit 2008 hört man sie regelmäßig in verschiedenen Haupt- und Nebenrollen, darunter als Courtney in Taras Welten, Molly in True Jackson und als Ming Huang in Awkward. Des Weiteren synchronisierte sie Madeleine Martin in Californication als Becca Moody, die Serientochter des Protagonisten Hank Moody (gespielt von David Duchovny). Ab 2013 sprach sie in der Fernsehserie Homeland Dana Brody, die Tochter der Hauptfigur Sergeant Brody. Jodie Blank sprach unter anderem auch die Figur Cherry in der Serie Die Thundermans.
Blank sprach auch verschiedene Animationsrollen. In der kanadisch-französischen Zeichentrickserie Tupu – Das wilde Mädchen aus dem Central Park vertonte sie die gleichnamige Protagonistin, in Triff die Robinsons die junge Franny und in den neuesten Abenteuern von Emily Erdbeer lieh sie Orangella Obstblüte ihre Stimme. 2012 hört man sie in der Rolle der Sharon Rainsworth in der japanischen Anime-Serie Pandora Hearts.

## Synchronrollen (Auswahl)
Sofia Carson
- 2015: Descendants – Die Nachkommen als Evie
- 2016: Die Nacht der verrückten Abenteuer als Lola Perez
- 2017: Descendants 2 – Die Nachkommen als Evie
- 2020: Descendants 3 – Die Nachkommen als Evie

Angourie Rice
- 2017: Spider-Man: Homecoming als Betty Brant
- 2019: Spider-Man: Far From Home als Betty Brant
- 2021: Spider-Man: No Way Home als Betty Brant

Kaitlyn Dever
- 2010: Private Practice als Paige (Folge 3x14)
- 2013–2021: Last Man Standing als Eve Baxter

Elle Fanning
- 2014: Maleficent – Die dunkle Fee als Prinzessin Aurora
- 2019: Maleficent: Mächte der Finsternis als Prinzessin Aurora

Maaya Uchida
- 2018: Charlotte als Yusa Nishimori
- 2020–2022: Magia Record: Puella Magi Madoka Magica Side Story  als Tsukuyo Amane

Rina Hidaka
- seit 2018: Meine Wiedergeburt als Schleim in einer anderen Welt als Milim Nava
- 2021: Rina Hidaka in Die Schleim-Tagebücher als Milim Nava

### Filme
- 2004: Lily Jackson in Neid als Nellie Vandermark
- 2005: Perla Haney-Jardine in Dark Water – Dunkle Wasser als Natasha/junge Dahlia
- 2006: Hannah Marks in S.H.I.T. – Die Highschool GmbH als Lizzie Gaines
- 2007: Nicole Muñoz in Pathfinder – Fährte des Kriegers als Kleine Schwester
- 2008: Samantha Droke in Horton hört ein Hu! als Hildy
- 2009: Nikita Mistry in Heartless als Belle
- 2010: Caroline Sunshine in Marmaduke als Barbara Winslow
- 2010: Britt Flatmo in So spielt das Leben als Amy
- 2012: Natasha Calis in Possession – Das Dunkle in dir als Emily Brenek
- 2013: Ivana Baquero in Another Me – Mein zweites Ich als Kaylie
- 2014: Bella Thorne in Urlaubsreif als Hilary Friedman
- 2015: Halston Sage in Margos Spuren als Lacey Pemberton
- 2017: Eili Harboe in Thelma als Thelma
- 2017: Lucy Boynton in Mord im Orient Express als Gräfin Andrenyi
- 2017: Abigail Breslin in The Call – Leg nicht auf! als Casey Welson (2. Synchro)
- 2018: Aki Toyosaki in Made in Abyss als Marulk
- 2019: Kate Higgins in Chaos im Netz als Aurora
- 2019: Molly Gordon in Good Boys als Hannah
- 2019: Yvette Monreal in Rambo: Last Blood als Gabrielle
- 2019: Iori Nomizu in Date A Live als Yoshino
- 2019: Courtenay Taylor in Love, Death & Robots als Helen
- 2019: Kathryn Newton in Pokémon Meisterdetektiv Pikachu als Lucy Stevens
- 2023: Zhu Yanmanzi in Die wandernde Erde II als Hao Xiaoxi
- 2025: Arden Cho in KPop Demon Hunters als Rumi

### Serien
- 2007: Jasmine Di Angelo in Grey’s Anatomy als Kelley Hanson (Folge 3x14)
- 2007: Rachel Rogers in Veronica Mars als kleines Mädchen (Folge 3x05)
- 2008: Krystal Rohrer in Emergency Room – Die Notaufnahme als Ruby (Folge 14x08)
- 2009: B.K. Cannon in Emergency Room – Die Notaufnahme als Tammy (Folge 15x14)
- 2010: Yara Shahidi in Cold Case – Kein Opfer ist je vergessen als Meesha Sullivan ‘91 (Folge 7x07)
- 2011–2014: Jessica Lu in Awkward – Mein sogenanntes Leben als Ming Huang
- 2012: Anna Friedman in Unforgettable als Katie Monaghan (Folge 1x09)
- 2012: Caitlin Custer in Memphis Beat als Kate Caldwell (Folge 1x03)
- 2012: Dove Cameron in Shameless als Holly Herkimer (Folgen 2x04–05)
- 2012: Kana Hanazawa in Pandora Hearts als Sharon Rainsworth (9 Folgen)
- 2012: Mella Caron in Camelot als Katelyn (Folge 1x05)
- 2012: Ryann Shane in Blue Bloods – Crime Scene New York als Chloe (Folge 1x14)
- seit 2012: Holly Earl in Cuckoo als Zoe
- 2013: Alexa Nikolas in Mad Men als Wendy (Folge 6x08)
- 2013: Hannah Marks in Grimm als Gracie (Folge 1x10)
- 2013: Mackenzie Munro in Die Borgias als Concetta (Folge 3x01)
- 2013: Madison Curtis in Shameless als Mary–Kate (Folge 3x05)
- 2013: Nikki Shah in How to Be Indie – Wie ich lerne, ich zu sein als Ruby Patel (7 Folgen)
- 2013: Yuka Iguchi in Senran Kagura als Hibari (7 Folgen)
- 2013–2018: Cierra Ramirez in The Fosters als Mariana Adams Foster
- 2014: Amelia Rose Blaire in Royal Pains als Fiona Van Ark (Folge 4x12)
- 2014: Ana Valentine Walczak in Masters of Sex als Rose Palmateer (Folge 2x02)
- 2014: Chelsea Ricketts in Perception als junge Miranda Stiles (Folgen 2x09–10)
- 2014: Courtney Grosbeck in Parenthood als Ruby Rizolli (12 Folgen)
- 2014: Danika Yarosh in Shameless als Holly Herkimer (11 Folgen)
- 2014: Julia Torrance in Falling Skies als Sheila (Folge 4x01)
- 2014: Katey Hoffman in Almost Human als Haley Myers (Folge 1x05)
- 2014: Katherine Evans in The Killing als Bethany Skinner (7 Folgen)
- 2014: Katherine McNamara in Unforgettable als junge Carrie Wells (Folge 2x13)
- 2014: Kathleen Barr in Sabrina – Verhext nochmal! als Zanda (25 Folgen)
- 2014: Lucia Vecchio in 1600 Penn als Kayla (Folge 1x08)
- 2014: Mackenzie Cardwell in Almost Human als Jessica Herron (Folge 1x10)
- 2014: Maryke Hendrikse in Sabrina – Verhext nochmal! als Londa (19 Folgen)
- 2014: Stefani Kimber in Saving Hope als Emma (Folge 2x02)
- 2014–2015: Ai Kayano in Shigatsu wa Kimi no Uso – Sekunden in Moll als Nagi Aiza (9 Folgen)
- 2014–2018: Audrey Whitby in Die Thundermans als Cherry (45 Folgen)
- 2015: Adelayo Adedayo in Skins – Hautnah als Andrea (Folge 4x01)
- 2015: Elvira von der Lippe in Eyewitness – Die Augenzeugen als Katrine (4 Folgen)
- 2015: Emily Skinner in Wet Hot American Summer: First Day of Camp als Froggy (Folgen 1x03,05)
- 2015: Hannah Kasulka in CSI – Den Tätern auf der Spur als Debbie Logan (Folge 14x15)
- 2015: Mary Katherine O’Donnell in Salem als Emily (8 Folgen)
- 2015: Olivia Stuck in Kirby Buckets als Dawn Buckets
- 2015–2016: Aisling Franciosi in Legends als Kate Crawford (10 Folgen)
- 2015–2016: Rita Volk in Faking It als Amy Raudenfeld
- 2015–2016: Sydney Park in Instant Mom als Gabby Phillips (65 Folgen)
- 2015–2019: Camren Bicondova in Gotham als Selina Kyle
- 2015–2020: Molly Nutley in Blutsbande als Kim Waldemar (20 Folgen)
- 2016: Gracie Gilbert in Lockie Leonard als Vicki (31 Folgen)
- 2016: Hanna Yorke in Modern Family als Carly (Folge 7x03)
- 2016: Shiori Mikami in Attack on Titan als Christa Lenz/Historia Reiss
- 2017–2019: Katelyn Nacon in The Walking Dead als Enid
- 2017–2020, 2021–2023: Lili Reinhart in Riverdale als Elizabeth/Betty
- 2018–2025: Mary Matilyn Mouser in Cobra Kai als Samantha LaRusso
- seit 2018: Naomi Grace in Navy CIS als Kayla Vance
- 2018–2020: Michelle Olvera in NooBees als Silvia Rojas
- 2018–2020: Ester Expósito in Élite als Carla Rosón Caleruega
- 2018–2022: Danielle Rose Russell in Legacies als Hope Mikealson
- 2019–2021: Brynna Drummond in Ninjago als Antonia (1. Stimme)
- 2019: Kana Ichinose in Dr. Stone als Yuzuriha Ogawa (1. Stimme)
- 2019–2024: Cierra Ramirez in Good Trouble als Mariana Adams Foster
- 2020: Caroline Pluta in Navy CIS: New Orleans als Etta Brinks
- 2024: Molly Braun in Dexter: Original Sin als Debra Morgan